# Plasrombout
De plasrombout (Gomphus pulchellus) is een echte libel uit de familie van de rombouten (Gomphidae). Het is een vrij algemeen voorkomende soort bij stilstaand en langzaam stromend water zoals heldere plassen, kanalen, klei- en leemputten.
De wetenschappelijke naam van de soort werd in 1840 gepubliceerd door Edmond de Selys Longchamps.

## Veldkenmerken
In vergelijking met de beekrombout is de plasrombout veel slanker met een niet verbreed achterlijf. De poten zijn geel gestreept en de grondkleur is bij oudere exemplaren gelig tot grijs-olijf. Het achterlijf heeft in bovenaanzicht een vrijwel geheel doorlopende gele lengtestreep op een zwarte achtergrond. Voor een goede determinatie is de borststuktekening belangrijk. Deze bestaat uit smalle strepen, waardoor het borststuk zeer licht oogt. Het achterlijf van het mannetje is overal min of meer even breed: weinig taille aan de basis en slechts een onduidelijke knotsvormige verbreding aan het einde. Het vrouwtje lijkt op het mannetje, maar geheel zonder knotsvormige verbreding aan het uiteinde van het achterlijf.
De lichaamslengte van volwassen dieren ligt tussen 47 en 50 millimeter. De larve is vrij lang (25–31 mm) en sterk afgeplat, met het achterlijf spits toelopend. De larve heeft geen doornen of knobbels op de rug en geen zijdoorn op segment 6.

## Vliegtijd
De vliegtijd van de plasrombout is van begin mei tot half augustus, met een piek in juni.

## Gedrag en voortplanting
De larven leven ingegraven in fijn zand of leem op de bodem, vaak op plaatsen met een laagje detritus in allerlei stilstaande wateren zoals visvijvers, oude riviermeanders, groeves, gebufferde vennen en grindplassen, maar ook in stromende wateren. Ze overwinteren doorgaans drie keer. Het uitsluipen gebeurt van begin mei tot eind juni, met een piek in eind mei en begin juni. De meeste imago’s blijven in dezelfde regio als waar ze uitslopen. Plasrombouten blijven niet bij het water en worden vaak waargenomen in weilanden, heidevelden of open plekken in bos. Ze zitten vaak op de grond te zonnen en vallen pas op als ze opvliegen, om even verder weer te gaan zitten. Ook zijn langere jachtvluchten waar te nemen. Geslachtsrijpe mannetjes patrouilleren soms vlak boven het water langs de waterkant, maar paring vindt ook vaak verder van het water plaats. Eitjes worden door het vrouwtje in open water afgezet. Soms met enkele tegelijk, soms in klompen van enkele honderden eitjes. De eitjes zijn heel klein en ovaal van vorm.

## Habitat
De habitat van de plasrombout bestaat uit plassen, poelen en traag stromende wateren, soms ook vennen. Van alle Europese rombouten is de plasrombout het minst afhankelijk van stromend water. De soort is niet bijzonder kritisch ten aanzien van de voortplantingswateren, maar heeft waarschijnlijk wel zuurstofrijk water nodig.

## Verspreidingsgebied
Het verspreidingsgebied van de plasrombout is beperkt tot West- en Zuidwest-Europa. De soort komt voor op het Iberisch Schiereiland, in Frankrijk, de Benelux en het westen van Duitsland. In Nederland komt de plasrombout voornamelijk voor op de hoge zandgronden en in Zuid-Limburg. De soort geldt sinds 2000 als vrij algemeen, mogelijk zijn de aantallen toegenomen door de opwarming van de aarde.

## Verwante en gelijkende soorten
Verwarring is mogelijk met andere rombouten, eventueel ook met vrouwtjes en jonge mannetjes van de gewone oeverlibel (Orthetrum cancellatum). De plasrombout is de enige rombout met smalle borststukstrepen en een complete eerste zijnaadstreep.
In het larvestadium is ook verwarring mogelijk met andere romboutsoorten, met name de rivierrombout (Stylurus flavipes) en de beekrombout (Gomphus vulgatissimus). Verder is er enige gelijkenis met de larven van de gaffellibel (Ophiogomphus cecilia) en de kleine- (Onychogomphus forcipatus) en grote tanglibel (Onychogomphus uncatus), maar deze soorten hebben opvallende rugknobbels.

## Bedreigingen en bescherming
De soort staat op de Rode Lijst van de IUCN als niet bedreigd, beoordelingsjaar 2009; de trend van de populatie is volgens de IUCN stabiel.
De plasrombout staat niet op de Nederlandse Rode Lijst (2004) en geldt op de Belgische Rode Lijst (1998) als niet bedreigd.

## Synoniemen
- Aeschna anguina Charpentier, 1840